# Formule 3 1964
La Formule 3 1964 est une année charnière dans l'histoire de la Formule 3. Nommée Formule Junior de 1958 à 1963, elle retrouve son appellation originelle. Cette catégorie concerne les monoplaces de 1 000 cm3.

## Présentation
Tombée en désuétude depuis 1961, la Formule 2 est réintroduite sur les circuits européens. Elle supplante donc la Formule Junior dans son rôle d'antichambre de la Formule 1, raison pour laquelle elle attire les principaux protagonistes de la Formule Junior 1963. Ainsi, les écuries officielles Lotus (dirigée par Ron Harris), Brabham (plus celles engagées par Ian Walker) ou les Lola des écuries Midland et Roy Winkelmann délaissèrent la Formule 3 avec leurs principaux pilotes: Arundell, Spence, Hulme, Gardner, Hawkins, Attwood, Hobbs, Schlesser ou Rees.
Le plateau de la Formule 3 fut donc très largement renouvelé. Dernière grande écurie à être restée dans la discipline, la structure de Ken Tyrrell (engageant les Cooper-BMC) pouvait légitimement faire figure de favorite mais, malheureusement, son pilote numéro 1 (l'Américain Tim Mayer) se tua en février dans une course en Australie. Tyrrell dut donc faire appel à l'Écossais Jackie Stewart pour le remplacer.

## Principales épreuves
| Importance | Épreuve                             | 1                                         | 2                                              | 3                                            |
| **         | Temporada Argentine                 | Silvio Moser Brabham-Ford privée          | Bruno Deserti (de) Sant Ambroeus / Lotus-Ford  | Karl Foitek (de) Lotus-Ford privée           |
| **         | Daily Mirror (Snetterton)           | Jackie Stewart Tyrell / Cooper-BMC        | John Fenning Janspeed / Lotus-BMC              | Rodney Bloor Sports Motors / Brabham-Ford    |
| **         | Chichester Cup (Goodwood)           | Jackie Stewart Tyrell / Cooper-BMC        | John Fenning Janspeed / Lotus-BMC              | Warwick Banks Tyrell / Cooper-BMC            |
| **         | Spring Cup (Oulton Park)            | Jackie Stewart Tyrell / Cooper-BMC        | Warwick Banks Tyrell / Cooper-BMC              | John Cardwell Goodwin / Brabham-Ford         |
| **         | Daily Express Int. (Silverstone)    | Jackie Stewart Tyrell / Cooper-BMC        | Warwick Banks Tyrell / Cooper-BMC              | John Cardwell Goodwin / Brabham-Ford         |
| ***        | Citta di Milano                     | Geki Sorocaima / De Sanctis-Ford          | Corrado Manfredini Ambrosiana / Wainer-Ford    | Pierre Ryser Léman / Cooper-BMC              |
| ****       | Trofeo Vigorelli (Monza)            | Geki Sorocaima / De Sanctis-Ford          | Corrado Manfredini Ambrosiana / Wainer-Ford    | Warwick Banks Tyrell / Cooper-BMC            |
| ****       | Monaco                              | Jackie Stewart Tyrell / Cooper-BMC        | Silvio Moser Testudo / Brabham-BMC             | Mauro Bianchi Alpine-Renault                 |
| ***        | La Châtre                           | Éric Offenstadt Ford France / Lola-Holbay | Jackie Stewart Tyrell / Cooper-BMC             | Silvio Moser Testudo / Brabham-BMC           |
| **         | Caserta                             | Mario Casoni Stefano / De Tomaso-Ford     | Picko Troberg (pl) Vagabond / Brabham-Holbay   | Luigi Malanca Lotus-Cosworth privée          |
| ***        | Rouen                               | Jackie Stewart Tyrell / Cooper-BMC        | Warwick Banks Tyrell / Cooper-BMC              | Bill Bradley Midland / Lola-BMC              |
| **         | Nogaro                              | Pierre Ryser Léman / Cooper-BMC           | Jean-Pierre Jaussaud Russell / Cooper-BMC      | Adrian Chambers Brabham-Ford privée          |
| ***        | Lotterie de Monza                   | Geki Sorocaima / De Sanctis-Ford          | Leo Cella Cooper-BMC privée                    | Andrea de Adamich Jolly Club / Lola-Ford     |
| ***        | Reims                               | Jackie Stewart Tyrell / Cooper-BMC        | Mauro Bianchi Alpine-Renault                   | Piers Courage Anglo-Swiss / Lotus-Cosworth   |
| ***        | Charade                             | Silvio Moser Testudo / Brabham-BMC        | Pierre Ryser Léman / Cooper-BMC                | Chris Irwin Merlyn-Ford                      |
| ***        | Guards International (Brands-Hatch) | Warwick Banks Tyrell / Cooper-BMC         | Chris Irwin Merlyn-Ford                        | John Fenning Lotus-BMC privée                |
| ****       | Limbourg (Zolder)                   | Silvio Moser Testudo / Brabham-BMC        | Jean-Claude Franck Swaelens / Cooper-BMC       | Picko Troberg Vagabond / Brabham-Holbay      |
| ***        | Zandvoort                           | Jackie Stewart Tyrell / Cooper-BMC        | Piers Courage Radio Caroline / Brabham-Ford    | Rob Slotemaker Downton / Cooper-Downton      |
| **         | Int. Gold Cup (Oulton Park)         | Jackie Stewart Tyrell / Cooper-BMC        | Chris Irwin Merlyn-Holbay                      | Roger Mac Brabham-Holbay privée              |
| ***        | Luigi Musso (Vallelunga-Rome)       | Geki Sorocaima / De Sanctis-Ford          | Picko Troberg Vagabond / Brabham-Holbay        | Franco Bernabei De Tomaso-Ford privée        |
| **         | Eifelpokal                          | Jacques Bernusset Swaelens / Cooper-BMC   | Manfred Mohr Arena / Brabham-Ford              | Walter Habegger Brabham-Ford privée          |
| ***        | Tyrol                               | Picko Troberg Vagabond / Brabham-Holbay   | Jonathan Williams Anglo-Swiss / Lotus-Cosworth | Hans-Dieter Dechent Lufthansa / Brabham-Ford |
| ***        | Bergame                             | Silvio Moser Testudo / Brabham-BMC        | Ernesto Brambilla Wainer-Cosworth privée       | Giorgio Bassi Sant Ambroeus / De Tomaso-Ford |

## Bilan
- Jackie Stewart domina incontestablement les saisons britannique et européenne, son équipier Warwick Banks se distinguant pour sa part en remportant l'épreuve du Guards International (en plus du championnat d'Europe de Tourisme).
- Deux autres pilotes se sont particulièrement distingués : Silvio Moser, vainqueur de la Temporada Argentine et de plusieurs grandes courses européennes, et Geki, pratiquement imbattable sur ses terres italiennes.
- Côté français, Éric Offenstadt se montra le plus en vue, parvenant même à devancer Stewart et Moser à La Châtre. Le titre de champion de France échut cependant à Henri Grandsire qui, dès lors, se vit confier le rôle de Michel Vaillant pour la série télévisée française.

## Principaux pilotes
(Classement officieux)
| Pos | Nom                      | Écurie                       | Voiture                       | Note |
| 1   | Jackie Stewart           | Tyrell                       | Cooper-BMC                    | Vainqueur des championnats britanniques Express Star et BARC. Élu meilleur pilote de Formule 3 par l'Équipe. Engagé en début de saison à la suite du décès de Tim Mayer en Australie. |
| 2   | Silvio Moser             | Privé/Testudo                | Brabham-Holbay ou -BMC        | Vainqueur de la Temporada Argentine. Élu second meilleur pilote de Formule 3 par l'Équipe                                                                                             |
| 3   | Geki                     | Sorocaima                    | De Sanctis- et Wainer-Ford    | Champion d'Italie et 5e de la Temporada Argentine |
| 4   | Warwick Banks            | Tyrell                       | Cooper-BMC                    | |
| 5   | Pierre Ryser             | Léman                        | Cooper-BMC                    | |
| =   | Chris Irwin              | Merlyn                       | Merlyn-Ford et -Holbay        | 3e lauréat des Grovewood Awards |
| 7   | Picko Troberg            | Privé/Vagabond               | Brabham-Holbay                | |
| 8   | John Fenning             | Privé/Janspeed               | Lotus-BMC                     | |
| 9   | Éric Offenstadt          | Ford France                  | Lola-Holbay                   | 2e du championnat de France. Élu 3e meilleur pilote de Formule 3 par l'Équipe |
| 10  | Henri Grandsire          | Alpine                       | Alpine-Renault                | Champion de France |
| 11  | Mauro Bianchi            | Alpine                       | Alpine-Renault                | |
| 12  | Jonathan Williams        | Anglo-Swiss                  | Lotus-Cosworth                | |
| 13  | Corrado Manfredini       | Différente bannières         | Wainer-Ford                   | 10e de la Temporada Argentine |
| 14  | Jean-Claude Franck       | Paul Sawelens Belgian Racing | Cooper-BMC                    | |
| 15  | Jacques Bernusset        | Paul Sawelens Belgian Racing | Cooper-BMC                    | Champion de Belgique |
| 16  | Piers Courage            | Anglo-Swiss Racing           | Lotus-Cosworth                | |
| =   | Jean-Pierre Jaussaud     | Jim Russell                  | Cooper-BMC                    | 3e du championnat de France |
| =   | Bruce Eglinton           | Ian Raby                     | Lotus-Ford                    | |
| 19  | John Cardwell            | Goodwin                      | Brabham-Ford                  | |
| =   | Ernesto Brambilla        | Privé / Centro Sud           | Wainer-Ford                   | |
| 21  | Manfred Mohr             | Arena                        | Brabham-Ford                  | |
| 22  | Andrea de Adamich        | Jolly Club                   | Lola-Ford                     | |
| =   | Franco Bernabei          | Privé                        | De Tomaso-Cosworth            | |
| 24  | Roger Mac                | Privé                        | Brabham-Holbay                | Lauréat des Grovewood Awards |
| 25  | John Ampt                | Alexis                       | Alexis-Cosworth               | |
| =   | Mario Casoni             | Privé / Stefano              | Cooper-Ford et De Tomaso-Ford | |
| =   | Charles Chrichton-Stuart | Anglo-Scottish               | Cooper-BMC                    | |
| =   | Clive Baker              | Janspeed                     | Brabham-BMC                   | |
| 29  | Bruno Deserti            | Privé/Sant Ambroeus          | Wainer-Ford et Lotus-Ford     | 2e de la Temporada Argentine |
| =   | Adrian Chambers          | Privé                        | Brabham-Ford                  | |
| =   | Melvyn Long              | Jim Russell                  | Cooper-Ford                   | |
| 32  | Rodney Bloor             | Sports Motors                | Brabham-Ford                  | |
| =   | Walter Habegger          | Privé                        | Cooper-Ford                   | 7e de la Temporada Argentine |
| 34  | Leo Cella                | Privé / Sant Ambroeus        | Cooper-BMC                    | |
| 35  | Hans-Dieter Dechent      | Lufthansa                    | Brabham-Ford                  | |
| 36  | Tiger                    | Privé / Sorocaima            | De Sanctis-Ford               | |
| =   | Karl Foitek              | Privé                        | Lotus-Ford                    | 3e de la Temporada Argentine |
| =   | Philippe Vidal           | Privé                        | Lotus-BMC                     | |

Autres champions nationaux:
- Rodney Banting, Lotus-Ford, vainqueur du championnat britannique BRSCC
- Sven Mattson, Lotus-Ford, champion de Suède
- Sverrir Thoroddsson, Lotus-Ford de l'écurie Jim Russell, vainqueur du championnat britannique SMRC